# 宋璉 (嘉靖進士)
宋璉（？年—？年），直隶廣平府永年县人，民籍。明朝政治人物。

## 生平
嘉靖元年（1522年）壬午科順天府鄉試舉人，嘉靖五年（1526年）中丙戌科第二甲第二十七名進士，嘉靖八年（1529年）任東平州知州。